# Université du Rwanda

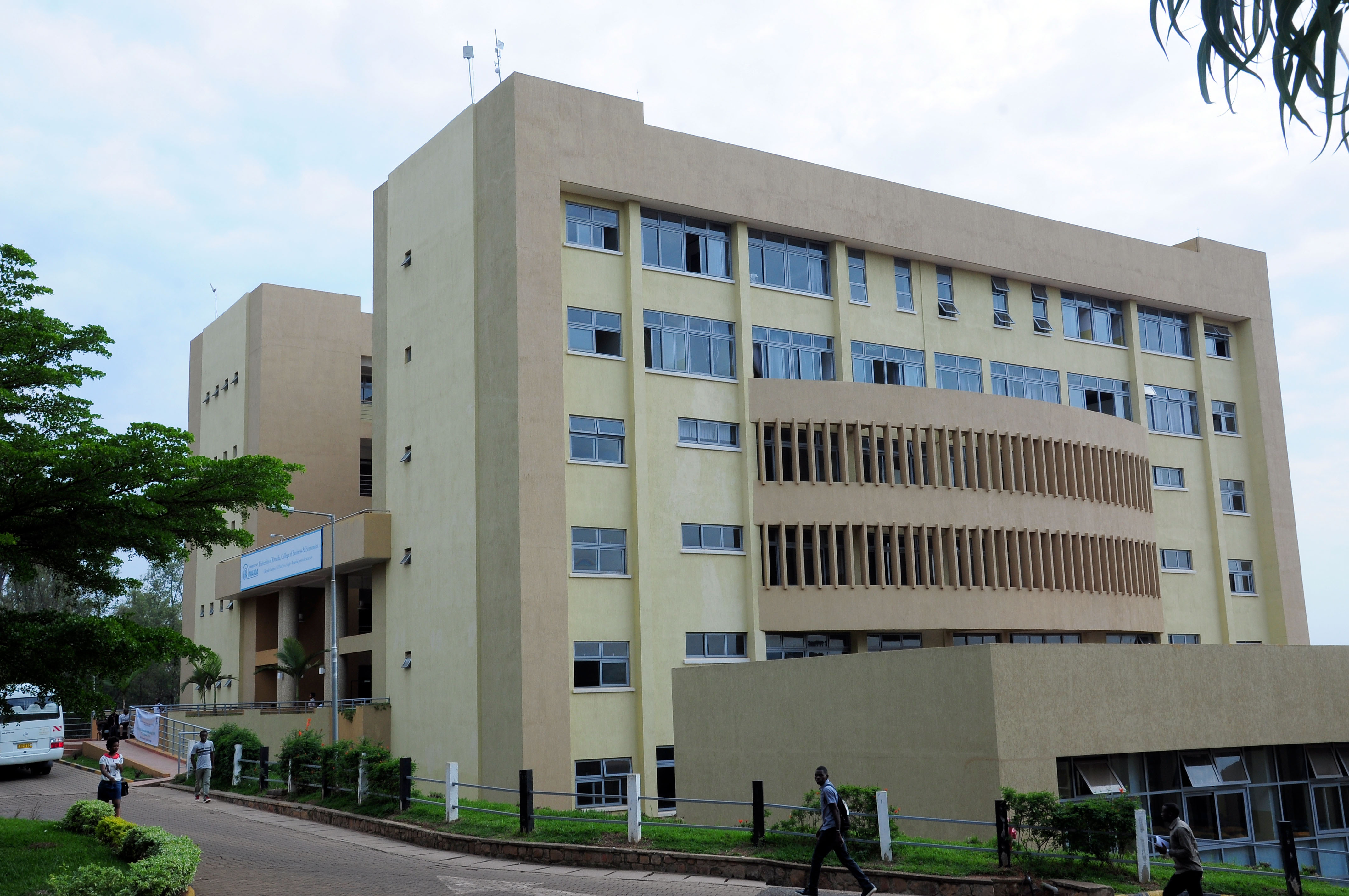
Siège administratif

Ne doit pas être confondu avec Université nationale du Rwanda.
L'université du Rwanda (UR, kinyarwanda : Kaminuza y’u Rwanda, anglais : University of Rwanda) est l'université publique du Rwanda. À partir de 2013, Mike O’Neal, un Américain, est le chancelier; et James McWha (en), un Nord-Irlandais, est le vice-chancelier. La chancelière actuelle est Mme Patricia Campbell, depuis le 14 septembre 2018. Le vice-chancelier étant Prof Philipp Cotton .L'université a son siège à Kigali. La langue officielle de l'université est l'anglais.
En 2013, les universités publiques du Rwanda ont fusionné en l'université du Rwanda,.
- université nationale du Rwanda
- Collège des sciences et technologies au Rwanda (Kigali Institute of Science and Technology, KIST; Ishuri Rikuru ry’Ubumenyi n’Ikoranabuhanga rya Kigali)
- Institut supérieur pédagogique de Kigali (Kigali Institute of Education, KIE; Ishuri Rikuru Nderabarezi ry’i Kigali)
- Institut supérieur d'agriculture et d'élevage (ISAE; Higher Institute of Agriculture and Animal Husbandry, Ishuri Rikuru ry’Ubuhinzi n’Ubworozi)
- École des finances et des banques (School of Finance and Banking, SFB; Ishuri Rikuru ritanga inyigisho mu byerekeye Imari n’Amabanki)
- Institut supérieur d'Umutara Polytechnique (Higher Institute of Umutara Polytechnic, UP; Ishuri rikuru "Umutara Polytechnic")
- Institut supérieur de santé de Kigali (Kigali Health Institute, KHI; Ishuri Rikuru ry’Ubuzima ry’ i Kigali)

En janvier de 2015, l'université a 30 445 étudiants inscrits.

## Collèges et Écoles
Les collèges sont :
- Collège de l’Éducation (Koleji Nderabarezi/College of Education)
- Collège des Sciences et Technologies (Koleji y‘Ubumenyi n‘Ikoranabuhanga/College of Science and Technology, lequel collège comprend cinq écoles: École d'ingénieurs de la construction (School of Engineering), École des sciences (School of Science), École d'informatique (School of Information Communication Technology), École d'architecture et des sciences du bâti (School of Architecture and the Built Environment) et enfin l’École des mines et de géologie :School of Mining and Geology.

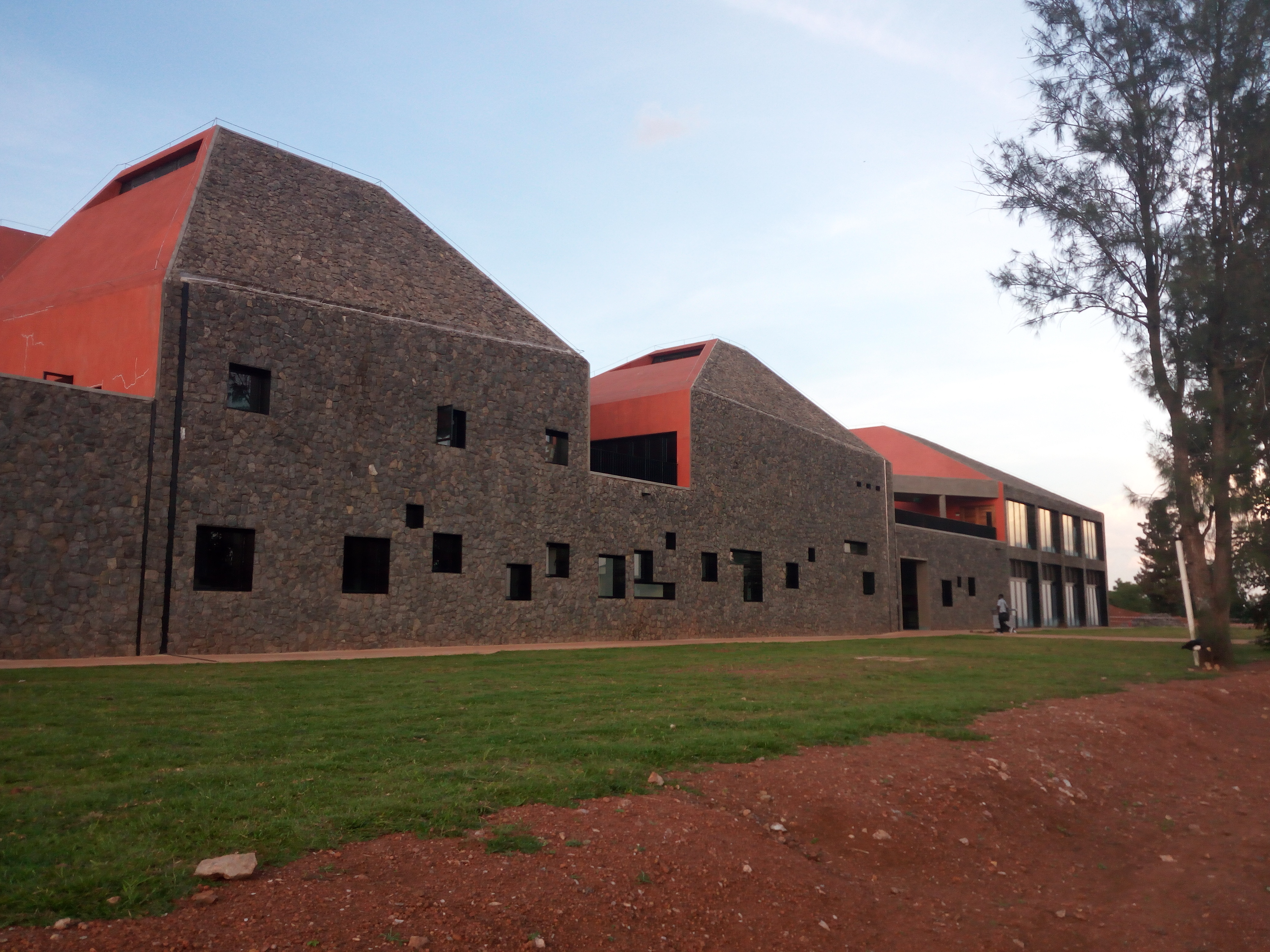
Détail de l'école d'architecture Kigali

  - Détail de l'école d'architecture KigaliSABE ((School of Architecture and the Built Environment): L'école d'architecture et des sciences du bâti créée en 2008 comprend quatre départements:
    - Le département d'architecture (department of architecture) qui forme des architectes avec un diplôme de licence en architecture : BSc with Honours in Architecture.
    - Le département de gestion de la construction (construction management) qui forme principalement des économistes de la construction avec un diplôme de licence : BSc with Honours in Quantity Surveying.
    - Le département immobilier (estate management and valuation) forme des agents immobiliers et des estimateurs de l'immobilier et du foncier avec un diplôme de licence: BSc in Estate Management and Valuation.
    - Le département de géographie permet d'obtenir deux licences et un mastère: 
      - Licence en géographie avec option de planification environnementale : BSc in Geography : Environmental Planning Option,
      - Licence en géographie avec option de planification urbaine et régionale : BSc in Geography : Urban and Regional Planning Option
      - Mastère en information géographique pour l'environnement et le développement durable : Master in Geo-Information Science for Environment and Sustainable Development
- Collège des Lettres et Sciences Sociales (Koleji yigisha iby’Indimi n’Ubumenyi bw’Imibereho y‘Abaturage/College of Arts and Social Sciences)
- Collège des Affaires et de l’Économie (Koleji yigisha iby’Ubucuruzi n’Ubukungu/College of Business and Economics)
- Collège d’Agriculture, des Sciences Animales et Médecine Vétérinaire (Koleji y’Ubuhinzi, Ubumenyi n‘ubuvuzi bw‘Amatungo/College of Agriculture, Animal Sciences and Veterinary Medecine)
- Collège des Sciences de Médecine et de Santé (Koleji y’Ubuvuzi n’Ubuzima/College of Medicine and Health Sciences)

- Campus

L'université a 12 campus :
- Campus Gikondo
- Campus Remera
- Campus District de Nyarugenge
- Campus Huye (Butare)
- Campus Busogo
- Campus Rubirizi
- Campus Nyamishaba
- Campus Nyagatare
- Campus Rusizi
- Campus Kicukiro
- Campus Kavumu
- Campus Rukara

## Personnalités

### Étudiants
- Eliane Umuhire (née en 1986), actrice ;
- Béata Habyarimana (née en 1975), banquière, économiste et femme politique rwandaise;
- Claire Karekezi (née en 1983), première neurochirurgienne rwandaise.
- Domitilla Mukantaganzwa, juge rwandaise
- Egidie Bibio Ingabire, journaliste rwandaise

### Enseignants
- Joachim Nzotungicimpaye, mathématicien
- Solange Uwituze, première femme doyenne de l'université pour le département agricole en 2012
- Grace Ineza Umuhoza (née en 1996) militante écologiste et écoféministe rwandaise, fondatrice de deux organisations d'éducation et de sensibilisation au changement climatique.